# Альбильо
Альбильо (альбийо; исп. Albillo, Albillo Real) — испанский технический (винный) сорт винограда, используемый для производства белых вин. Прямой предок темпранильо.

## География
Сорт культивируется на северо-западе Испании (то есть в Галисии), вокруг Мадрида, но особенно значим для винодельческого района Рибера-дель-Дуэро, где его порой называют Пардина. Незначительные посадки имеются также в Португалии.
В Крыму культивируется Альбильо Крымский, другой сорт винограда. Его происхождение и связь с Альбильо доподлинно неизвестны.

## Основные характеристики
Листья крупные, округлые, глубокорассеченные, снизу с густым опушением. Черешковая выемка закрытая.
Цветок обоеполый.
Грозди крупные, ширококонические, плотные, крылатые.
Ягоды средние, яйцевидные, бледно-жёлтые или золотистые с пятнами. Кожица тонкая, просвечивающая. Мякоть сочная.
Сорт раннего периода созревания. Период от начала распускания почек до технической зрелости ягод составляет 120—125 дней.
Устройчивость к грибным болезнями низкая. Повреждается оидиумом.

## Синонимы
Абуэла (Abuela), Альбарин бьянко (Albarin Blanco), Альбильо Майор (Albillo Mayor), Альбильо Кастельяно (Albilio Kasteliano), Абилла (Abilla), Альбильо де Гранада (Albillo de Granada), Альбильо де Мадрид (Albillo de Madrid), Альбильо де Торо (Albillo de Toro), Альбильо Пардо (Albillo Pardo), Пролифера (Prolifera), Темпрана (Temprana), Ува Пардилла (Uva Pardilla), Шерри, Blanca del Pais.